# Enigma (list)
Enigma je bio hrvatska zagonetačka revija iz Zagreba. Prvi broj izašao je 1994. godine. Izlazio je dvotjedno do 1996. godine. Izdavač je bio Opravdano. ISSN je 1330-8734. Nastavlja se kao Zagonetka. Glavni urednik bio je Mirko Buconjić.